# Gemelliporella
Gemelliporella är ett släkte av mossdjur. Gemelliporella ingår i familjen Gemelliporellidae.
Gemelliporella är enda släktet i familjen Gemelliporellidae.
Kladogram enligt Catalogue of Life:
| Gemelliporella | \| \| Gemelliporella aviculifera \| \| \| \| \| \| Gemelliporella globulifera \| \| \| \| \| \| Gemelliporella inflata \| \| \| \| \| \| Gemelliporella monilia \| \| \| \| |
|                | \| \| Gemelliporella aviculifera \| \| \| \| \| \| Gemelliporella globulifera \| \| \| \| \| \| Gemelliporella inflata \| \| \| \| \| \| Gemelliporella monilia \| \| \| \| |
|                | Gemelliporella aviculifera |
|                | |
|                | Gemelliporella globulifera |
|                | |
|                | Gemelliporella inflata |
|                | |
|                | Gemelliporella monilia |
|                | |